# Drôles de chansons
Drôles de chansons è un album discografico del cantante francese Gérard Lenorman, pubblicato nel 1976 dalla Barclay.

## Tracce

### Lato A
1. Comme une chanson bizarre (G. Lenorman, Nicolas Peyrac) 05:45
2. S'il vous plaît les nuages  (Jean Virginie Vérigneaux, Philippe Lhommet) 3:56
3. Les cathédrales (Didier Barbelivien, G. Stern) 04:00
4. Le temps( D. Barbelivien, G. Stern) 03:00
5. Gentil dauphin triste (G. Lenorman, Pierre Delanoë) 03:47

### Lato B
1. Voici les clés (P. Delanoë, Toto Cutugno, Vito Pallavicini) 03:45
2. Invitation à la mort ( D. Barbelivien, G. Lenorman) 05:10
3. Sous d'autres latitudes  (Philippe Lavil) 02:59
4. Michèle (D. Barbelivien, Michel Cywie) 03:08
5. Sous d'autres latitudes (Jean Virginie Vérigneaux, Ph. Lhommet)02:59
6. Et puis lentement (Daniel Seff, Richard Seff) 03:09
7. Drôle de chanson (Didier Barbelivien) 01:37